# Bernardo Varenio
Bernardo Varenio (in tedesco Bernhard Varen, latinizzato Bernhardus Varenius) (Hitzacker, 1622 – Leida, 1650) è stato un geografo tedesco.

## Biografia
Compì gli studi di matematica e di medicina presso le università di Amburgo (1640-1642), Königsberg (1643-1645) e Leida (1645-1649) e infine si stabilì ad Amsterdam dove intendeva esercitare l'attività di medico. La frequentazione di Abel Tasman, Willem Schouten e di altri navigatori olandesi lo portarono invece ad interessarsi di geografia.
Nel 1650 pubblicò la sua opera più importante, Geographia Generalis, trattato sistematico sulle conoscenze geografiche fino ad allora acquisite.
Geographia Generalis si divide in tre sezioni: geografia assoluta che studia le dimensioni della Terra e i suoi movimenti, geografia relativa in cui si discute dell'influenza degli altri corpi celesti sulla terra, delle stagioni e dei cambiamenti climatici, e geografia comparata, che parla invece delle regioni allora conosciute della terra, delle distanze, della navigazione.

## Opere

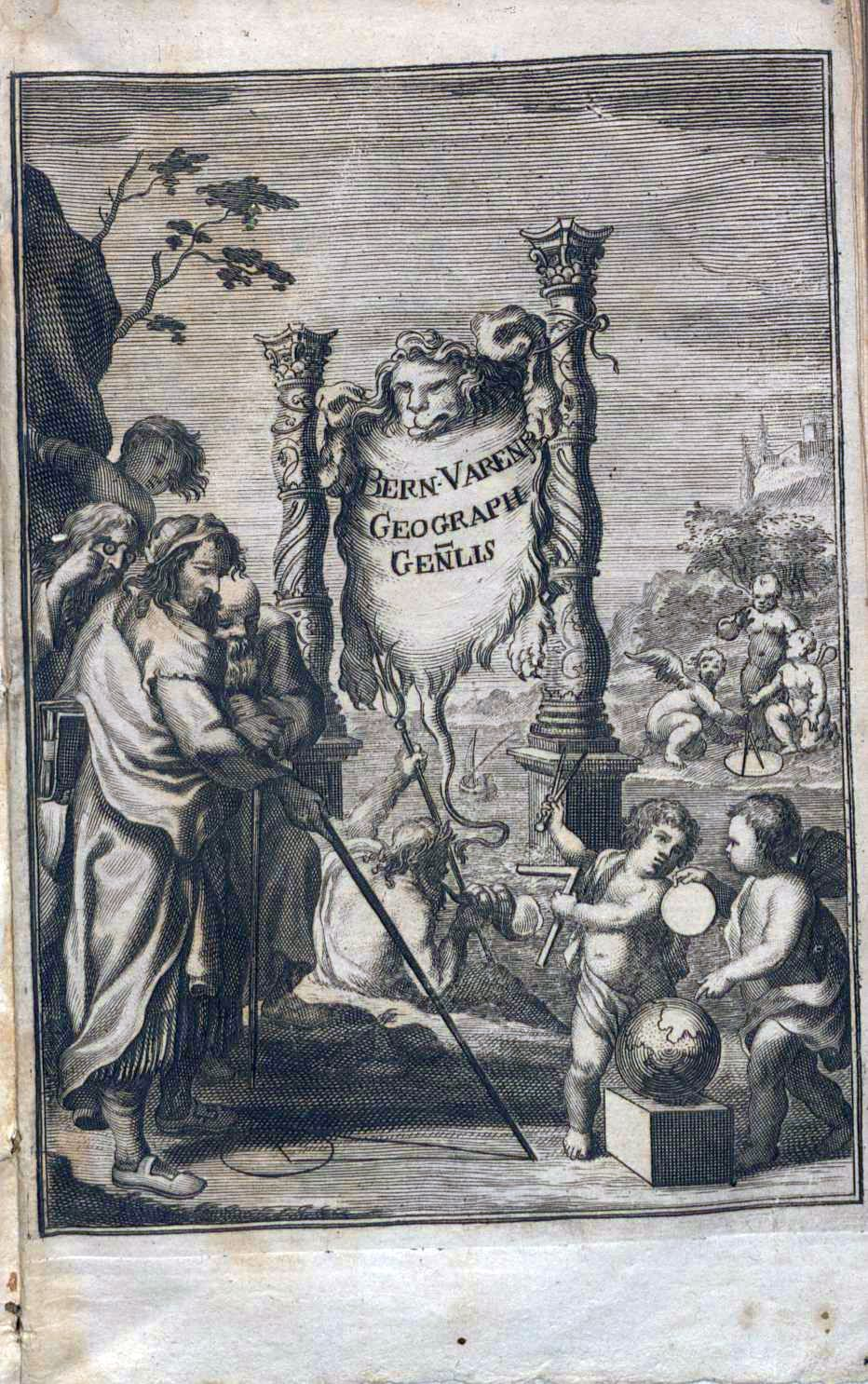
Geographia generalis, 1715

- (LA) Geographia generalis, Napoli, Bernardino Gessari, 1715.